# All Japan Kendo Federation
All Japan Kendo Federation (AJKF) eller Zen Nihon Kendō Renmei (全日本剣道連盟), stiftet 1952, er en sportsorganisation i Japan.

## Formål
All Japan Kendo Federation (AJKF) organiserer de moderne japanske kampdiscipliner Kendo, Iaido og Jodo.

## Medlemskab
All Japan Kendo Federation (AJKF) har siden 1970 været medlem af International Kendo Federation (FIK).
AJKF er desuden medlem af Japanese Budo Association (Nippon Budo Shingikai) and the Nippon Budokan Foundation. 

## Sportsmesterskaber
Det første sportsmesterskab som All Japan Kendo Championship afholdt blev afviklet i 1953.

## Ekstern henvisning
- All Japan Kendo Federation.

| Portal | Portal:Sport |

35°41′36″N 139°44′36″Ø / 35.69330681°N 139.74326139°Ø